# Rebecca Parris
Rebecca Parris (* 28. Dezember 1951 in Newton, Massachusetts; † 17. Juni 2018) war eine US-amerikanische Jazzsängerin.

## Leben und Wirken
Parris ist die Tochter zweier Musiklehrer. Sie begann früh zu singen (mit Musical-Auftritten auf Sommertheatern mit ihrem Vater ab sechs Jahren), studierte am Boston Conservatory, sang erst rund zehn Jahre Pop in Coverbands und wandte sich Anfang der 1980er-Jahre dem Jazz zu. Vorbilder waren für sie Sarah Vaughn und Carmen McRae, die sie auch persönlich kannte und mit denen sie nach eigenen Worten in freundschaftlichem Schüler-Lehrer-Verhältnis stand. Sie wohnte im Raum Boston (Duxbury (Massachusetts)) und gewann neunmal die Boston Music Awards, was ihr auch den Beinamen der First Lady of Boston Jazz einbrachte. Sie trat auf internationalen Jazzfestivals wie dem Monterey Jazz Festival (1990, 1995), dem North Sea Jazz Festival und dem Oslo Jazzfestival auf.
Sie sang mit verschiedenen Big Bands und trat unter anderem mit Dizzy Gillespie, Count Basie, Wynton Marsalis, Buddy Rich, Woody Herman, Terry Gibbs, Bill Cunliffe, Nat Pierce, Red Mitchell, David Fathead Newman, Gerry Wiggins, Andy Simpkins und Buster Cooper auf.
Sie veröffentlichte ab den 1980er Jahren mehrere Alben unter eigenem Namen und gab Kurse in Jazz-Gesang.

## Diskographie
- 1985 Live at Chan’s (Shira), u. a. mit Greg Gisbert, Scott Robinson, Phil Wilson, Paul Schmeling
- 1991 Love Comes and Goes (Entertainment Exclusives)
- 1993 Spring (Music Masters)
- 1994 It’s Another Day (GRP Records, mit Gary Burton)
- 1995 A Beautiful Friendship (Altenburgh, mit der Kenny Hadley Big Band)
- 1997 Passionate Fling (Shira)
- 2001 My Foolish Heart (Koch Jazz)
- 2002 The Secret of Christmas (Shira)
- 2007 You Don’t Know Me (Saying It With Jazz)
- 2007 Double Rainbow (Shira)